# Flippo
Flippo's waren bedrukte schijfjes van kunststof of karton die eind jaren 90 als premiums gratis bij de chips en andere zoutjes van Smiths zaten. Op de flippo's werden stripfiguren en personages uit de Looney Tunes-tekenfilms afgebeeld. In België en Nederland werd de flippo voor het eerst geïntroduceerd in 1995, waarna er een ware rage ontstond. Vooral bij kinderen van de basisschoolleeftijd was de flippo om te verzamelen en onderling te ruilen erg populair. Ook werden met de flippo verschillende spelletjes gespeeld; deze werden zowel door de fabrikant als de kinderen zelf verzonnen en meestal was het doel hiervan het winnen van andermans flippo's.

## Geschiedenis
Het is heel goed mogelijk dat de bedenkers van de flippo geïnspireerd zijn door een spel genaamd Menko, dat gedurende de Edoperiode (1603-1867) heel populair was in Japan. Zowel de objecten die werden gebruikt bij Menko als het spel zelf vertonen veel overeenkomsten met de flipporage. Er zijn twee soorten Menko's in Japan: Kaku (vierkant) en Maru (rond). De flippo is gebaseerd op de Maru Menko (ronde kaart).
Oorspronkelijk komt het gehele idee van schijfjes met plaatjes sparen uit Hawaï, waar kinderen de kartonnetjes uit de doppen van melkflessen op elkaar legden en hier een steen op gooiden om zo alle met de afbeelding naar boven gevallen schijfjes te winnen. Vervolgens is dit door een Amerikaan uit Californië in 1988 geïntroduceerd in de Verenigde Staten onder de naam "Pog". Op deze kartonnen schijfjes stond het Pog-mannetje afgebeeld. De populariteit van de Pogs werd opgemerkt en het concept van de flippo, verstopt in zakjes chips werd voor het eerst op de markt gebracht in Mexico onder naam "tazo" met daarop figuren van de Looney Tunes. Ze werden vernoemd naar het populairste personage: Tasmanian Devil, ook bekend als "Taz". Deze tazo's werden door Sabritas bij de chips gestopt. Na het succes in Mexico werd het concept naar verschillende landen geëxporteerd. Het woord flippo was enkel voor de Belgische en Nederlandse markt bestemd; daarbuiten worden de voorwerpen met andere namen aangeduid. Zo worden flippo's in Spanje tazos, en in Oostenrijk "kelly caps"' genoemd. Het woord "flippo" is bedacht door het Nederlandse naamgevingsbureau Globrands Naming & Strategy.
De flippo zelf werd in 1995 op de Belgische en Nederlandse markt uitgebracht en was te vinden in zakken zoutjes en chips. Hij werd bedacht door Hans Zandvliet, die er multimiljonair door werd. Naast de flippo werden door Smiths ook verschillende verzamelmappen uitgegeven. Voor deze mappen waren ook aanvullingen verkrijgbaar; dit betrof voornamelijk nieuwe voorbeeld-/verzamelbladen. Na ruim twee jaar kwam er echter in 1997 een einde aan de flipporage. Het zou zo'n vier jaar duren voordat de flippo een comeback zou maken met de Pokémon-flippo's. Hiervoor werden enkele Pokémon Flippo Update-filmpjes gemaakt.
Heel wat andere bedrijven brachten op het hoogtepunt van de flipporage flippoklonen uit, sommigen in plastic, anderen in karton. Een van de bekendste tegenhangers waren Croky's Topshots, met afbeeldingen van voetballers, en Jamins Jam Caps, die voornamelijk waren afgebeeld met figuren van De Smurfen, Garfield en personages van de Hanna-Barbera-cartoonstudio, zoals Top Cat en Yogi Bear.

## Belgische flipporeeks
| Serienaam       | Nummers     | Beschrijving |
| --------------- | ----------- | --- |
| Looney Tunes    | 1 t/m 75    | In de eerste serie worden helden van verschillende Looney Tunes-tekenfilms afgebeeld, met als thema voornamelijk muziek en sport. De nummers 60 t/m 75 laten de individuele personages zien: Tweety, Bugs Bunny, Coyote, Daffy Duck, Porky Pig, Marvin, Speedy Gonzales, Road Runner, Taz, Yosemite Sam, Elmer, Sylvester, Marc Antony en Sylvester Jr. De flippo heeft een groene achterkant en is 1 punt waard. In tegenstelling tot de Nederlandse flippo's staat op de Belgische flippo's het woord punt niet voluit geschreven, maar als pnt. De namen staan er in een aantal gevallen zowel in het Nederlands/Engels als in het Frans op. |
| Mega            | 76 t/m 95   | Ook op deze flippo's worden Looney Tunes-helden afgebeeld, ditmaal echter van dichtbij. De flippo's hebben een roze achterkant en zijn 3 punten waard. Tevens waren ze dubbel zo dik als standaardflippo's. Dit zou een voordeel bieden bij flippospelletjes. |
| Flying          | 96 t/m 135  | In deze serie beelden de flippo's verschillende luchtvaartuigen af. Ook zijn er sneden in de flippo zelf gemaakt om zo een aantal nieuwe spelletjes te introduceren. Met behulp van een andere flippo en de sneden kan men een flippo heel toepasselijk laten vliegen. De flippo's zijn paars en 4 punten waard in de Belgische versie. |
| Techno          | 136 t/m 175 | De technoflippo's zijn rood en 2 punten waard. Ze hebben dezelfde inkepingen als de flying flippo's, echter zonder de inkeping om te "vliegen". |
| World           | 176 t/m 235 | Op de flippo's worden naast de verschillende Looney Tunes-personages zelf ook wereldfiguren, gebouwen en culturele fenomenen (zoals sport en dansen) afgebeeld. In de bijbehorende verzamelmap worden de afbeeldingen toegelicht. De World-flippo's waren verkrijgbaar vanaf half juli 1995. De flippo's zijn blauw en hebben de "vlieg"-mogelijkheid van de flying flippo's. Ze zijn 5 punten waard. |
| Olympic         | 236 t/m 255 | Op deze flippo's worden verschillende olympische feitjes afgebeeld; op de achterkant wordt de afbeelding toegelicht. In de tweede map worden de afbeeldingen ook beschreven, soms zelfs met andere feitjes dan die op de flippo zelf. De flippo's hebben niet dezelfde kleuren, er worden namelijk tot 4 kleuren met elkaar gecombineerd. De Olympic-flippo is 6 punten waard. |
| Cheetos 24 game | 256 t/m 275 | De flippo is 7 punten waard. |
| Time            | 276 t/m 285 | De flippo is 8 punten waard en heeft een spel rond het thema tijd op de achterzijde. |
| Griezel         | 286 t/m 295 | Deze flippo's waren, in plaats van plastic, geheel van karton gemaakt. Naast afbeeldingen van de Looney Tunes worden op deze flippo's ook verschillende griezelfiguren afgebeeld. Het is mogelijk om met behulp van een lipje een anderzijds verborgen afbeelding weer te geven en een pop-up te laten verschijnen. Op het lipje zelf staat een aantal sleutels waarmee een spelletje mogelijk is. De flippo is 20 punten waard. |

## Nederlandse flipporeeks
De flippo's zijn in te delen in verschillende series. Deze series behoren zelf meestal tot twee verschillende categorieën: namelijk met afbeeldingen van Looney Tunes en met afbeeldingen van Chester Cheetah. Er zijn tevens twee series met afbeeldingen van beide. De series en de bijbehorende nummers zijn te vinden in de volgende tabellen.

### Looney Tunes
| Serienaam                                                             | Nummers        | Beschrijving |
| --------------------------------------------------------------------- | -------------- | --- |
| Looney Tunes                                                          | 1 t/m 75       | In de eerste serie worden de verschillende Looney Tunes-personages afgebeeld met als thema voornamelijk muziek en sport. De nummers 60 t/m 75 laten individuele personages zien: Tweety, Bugs Bunny, Daffy Duck, Porky Pig, Marvin, Speedy Gonzales, Road Runner en Wile E. Coyote, Taz, Yosemite Sam, Elmer Fudd, Sylvester, Marc Antony en Sylvester Jr. De flippo heeft een groene achterkant en is 1 punt waard. |
| Mega                                                                  | 101 t/m 120    | Op deze flippo's worden Looney Tunes-personages afgebeeld, ditmaal echter van dichtbij. De flippo's hebben een roze achterkant en zijn 3 punten waard. Tevens waren ze dubbel zo dik als standaard flippo's. Dit zou een voordeel bieden bij flippo-spelletjes. |
| Techno                                                                | 121 t/m 140    | Op deze flippo's staat Chester Cheetos afgebeeld. De flippo's hebben een rode achterkant en zijn 2 punten waard. Ze hebben de gewone dikte. Er zitten inkepingen in zodat ermee gebouwd kan worden. |
| World                                                                 | 141 t/m 240    | De World-flippo's gaan door tot het einde van de eerste map en zijn met 100 flippo's de grootste serie. Ook zijn de flippo's afwijkend van de eerdere series omdat ze educatief getint zijn. Op de flippo's worden naast de verschillende Looney Tunes-personages zelf ook belangrijke wereldfiguren, gebouwen en culturele fenomenen (zoals sport en dansen) afgebeeld. In de bijbehorende verzamelmap worden de afbeeldingen toegelicht. De World-flippo's waren verkrijgbaar vanaf half juli 1995. De flippo's zijn blauw en 4 punten waard.                                                          |
| Flying                                                                | 251 t/m 290    | In deze series beelden de flippo's de Looney Tunes en verschillende voertuigen met betrekking tot de luchtvaart af. Ook zijn er verschillende sneden in de flippo zelf gemaakt om zo een aantal nieuwe spelletjes te introduceren. Met behulp van een andere flippo en de sneden kan men een flippo heel toepasselijk laten vliegen. De flippo's zijn paars en 6 punten waard. |
| Adventure                                                             | 341 t/m 420    | In de serie Adventure-flippo's worden de Looney Tunes afgebeeld terwijl ze zich avontuurlijk bezighouden. De flippo's zijn groen en geelgoud van kleur en er worden verschillende letters (plus eventueel een of meerdere vraagtekens) op weergegeven. Toen deze set flippo's verkrijgbaar was, werd er gelijktijdig in de meeste kinderweekbladen een advertentie geplaatst, waarmee een speler met behulp van de letters op de set flippo's een lange zin kon vormen (de vraagtekens moest de speler zelf raden). Deze zin was een hint om een verstopte schat te vinden. De flippo is 8 punten waard. |
| Olympic                                                               | 431 t/m 490    | Op deze flippo's worden verschillende olympische feitjes afgebeeld; op de achterkant wordt de afbeelding toegelicht. In de tweede map worden de afbeeldingen ook beschreven, soms zelfs met andere feitjes dan die op de flippo zelf. De flippo's hebben niet dezelfde kleuren, er worden namelijk tot 4 kleuren met elkaar gecombineerd. De Olympic-flippo is 9 punten waard. |
| Griezel                                                               | 536 t/m 545    | Deze flippo's waren, in plaats van plastic, geheel van karton gemaakt. Naast afbeeldingen van de Looney Tunes-personages worden op deze flippo's ook verschillende griezelfiguren afgebeeld. Het is mogelijk om met behulp van een lipje een anderzijds verborgen afbeelding te weergeven en een pop-up te laten verschijnen. Op het lipje zelf staan een aantal sleutels waarmee een spelletje mogelijk is. De flippo is 13 punten waard. |
| Limited Edition Adventure                                             | 816 t/m 818    | Deze werden verkregen door het oplossen van de puzzel op de achterkant van alle Adventure Flippo's. Ze hadden een rood met groene achterkant en zijn 25 punten waard. |
| Winter                                                                | I t/m X        | De Giga Winter-flippo is ongeveer vier keer zo groot als een normale flippo en met behulp van een snede is het mogelijk om deze op te hangen. Op de voorkant worden de personages van de Looney Tunes afgebeeld en op de achterkant een tekening van een sneeuwman. Deze grootste flippo's zijn ook de meeste punten waard, namelijk 14. Deze flippo's werden vaak in de kerstboom gehangen. |
| Gouden Flippo                                                         | Geen nummering | Deze uiterst zeldzame flippo's zaten willekeurig verstopt in de zakken chips. De gelukkige vinder van zo'n flippo werd door Smiths beloond met een geldbedrag. Ook waren er echt gouden flippo's te winnen tijdens de Flippo Finish Show op Kindernet. |
| Speciale kerstflippo's alleen uitgegeven aan het personeel van Smiths | 1 t/m 10       | Dit setje is zeer zeldzaam en bestaat uit 10 flippo's met speciale kerstafbeeldingen. |

### Chester Cheetah
| Serienaam       | Nummers                    | Beschrijving |
| --------------- | -------------------------- | --- |
| Chester Cheetos | 76 t/m 100                 | Deze waren 2 punten waard. |
| Techno          | 121 t/m 140                | Deze flippo's hadden gekartelde zijdes en inkepingen. Hiermee konden bouwwerken van technoflippo's gemaakt worden. |
| Strip           | 241A t/m 250C              | Flippo A t/m C van een bepaald nummer vertelde een klein verhaaltje (strip) over Chee-tos. Flippo A stelde een situatie voor, flippo B toonde die situatie met een zak chips, flippo C liet de gevolgen daarvan zien. Verder waren deze flippo's voorzien van dezelfde kartels als de Techno-flippo's. |
| 24 Game         | 291 t/m 315                | Op de achterkant van deze flippo's stond een 24 game-speelbord afgebeeld. |
| Guinness Record | 316 t/m 340 en 421 t/m 430 | Op deze flippo's beeldt Chester verschillende records uit het Guinness Book of Records uit. |
| Joker           | geen, wel een verzamelblad | Er zijn in totaal zes Joker-flippo's; de twee joker (ingesneden rand met paarse pootafdruk en ronde rand met groene pootafdruk), de vijf joker (ook twee versies, zie 'twee joker') en de super 10 joker (één met een gele pootafdruk op de achterkant en één met een gezicht van Chester op beide kanten). Als iemand een Joker-Flippo vond, kon hij of zij deze terugsturen naar Smiths met het verzoek om een aantal flippo's (2, 5 of 10, zoals de joker aanduidde) toegestuurd te krijgen, als hij/zij nog enkele nodig had om een verzameling compleet te krijgen. |

### Beide
| Serienaam | Nummers     | Beschrijving |
| --------- | ----------- | --- |
| Spiek     | 491 t/m 515 | Op de achterkant van de Spiekflippo staat een ezelsbruggetje of een feitje, de voorkant beeldt de tekst op de achterkant uit. De spiekflippo bestaat uit maximaal 3 verschillende kleuren en is 10 punten waard. De nummers 491 t/m 500 hadden plaatjes van Looney Tunes-personages en de nummers 501 t/m 515 plaatjes van Chester. |
| Time      | 516 t/m 535 | De Time-flippo beeldt een klok in het geel op de achterkant af. Naast de klok staat er ook een smoes of een ander feitje op de achterkant. De flippo is 7 punten waard. De nummers 516 t/m 521 en 531 t/m 535 hadden plaatjes van de Looney Tunes, en de nummers 522 t/m 530 plaatjes van Chester.                                  |